# Pierre-Louis Tasië
Pierre-Louis Tasië, francoski general, * 1882, † 1977.